# Omnibusboot
Als Omnibusboote werden die zwei Bodensee-Fahrgastschiffe Forelle und Hecht aus dem Jahr 1953 bezeichnet. Sie wurden bei der Deggendorfer Werft und Eisenbau GmbH im Auftrag der Deutschen Bundesbahn gebaut.

## Geschichte
Die Bezeichnung beruht einerseits auf dem Aussehen der Fahrgastkabine, die sehr der damaligen Bauweise von Omnibussen glich, und andererseits darauf, dass Teile dieser Boote in der Tat von Omnibusherstellern bezogen wurden.
Die Omnibusboote wurden in Lindau (Forelle) bzw. Friedrichshafen (Hecht) stationiert und ersetzten alte Passagiermotorboote. 1964 wurden die Boote verkauft, ihre Einsatzstrecken wurden danach von den Booten der Raubvogelklasse mit abgedeckt. Die Hecht wurde an den Greifensee und 1982 an den Vierwaldstättersee nach Luzern weiterverkauft. Die Forelle wurde an die Motorbootgesellschaft Bodman verkauft. Dort wurde sie 1978 umgebaut und in Ludwigshafen umbenannt. Seit 1992 trägt sie den Namen Christine und wird in der Fahrgastschifffahrt in Wasserburg am Inn eingesetzt.